# Calligrammes

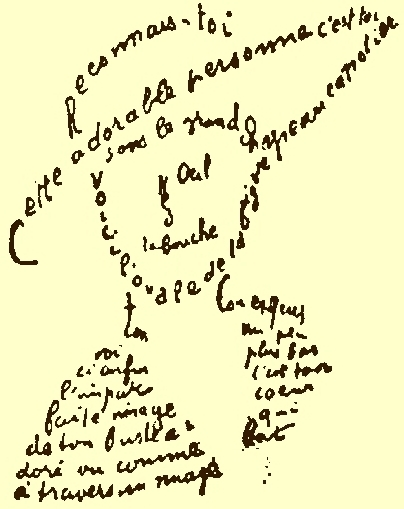
Een calligramme van Guillaume Apollinaire

Calligrammes is een dichtbundel van Guillaume Apollinaire, postuum gepubliceerd in 1918.
De bundel ontleent zijn naam aan Apollinaires benaming voor concrete poëzie, waarin de typografie wordt benut om beelden te tekenen of nadruk te leggen. Een gedicht krijgt bijvoorbeeld de vorm van een horloge, een regenbui, een stropdas of een paard. In het Nederlands taalgebied heeft Paul van Ostaijen met zijn typograaf later in dit genre geëxperimenteerd. De bundel is door Apollinaire opgedragen aan zijn op het slagveld gestorven vriend René Dalize. Lang niet alle gedichten in de bundel zijn overigens beeldgedichten. Een andere vorm is het conversatiegedicht. In bijvoorbeeld het gedicht Lundi Rue Christine noteert Apollinaire flarden van een door hem afgeluisterd gesprek in een café. Les Fenêtres heeft weer een andere vorm, waarbij Apollinaire samen met een collega-dichter om beurten een regel noteerde.